# Анфосси, Паскуале
Паскуале Анфосси (итал. Bonifacio Domenico Pasquale Anfossi , 5 апреля 1727, Таджа — февраль 1797, Рим) — итальянский композитор XVIII века.

## Биография
Паскуале Анфосси родился 5 апреля 1727 года в Тадже. В молодости хотел стать музыкантом и с 1744 по 1752 год обучался в неаполитанской консерватории «Лорето» игре на скрипке, а затем в течение десяти лет работал скрипачом в оркестре оперного театра.
После этого он сам решил стать композитором и брал уроки композиции у Дуранте, Саккини и Пиччини. Первой его оперой стала «La serva spiritosa», премьера состоялась на карнавале 1763 года в Риме, однако и после этого он некоторое время продолжал учиться у Саккини, дополняя его оперы.
Успех пришёл к нему в 1773 году, когда он поставил в Риме оперу-буффа «Преследуемая незнакомка».
В семидесятых годах Анфосси работал в Риме и Венеции. Среди его опер этого периода — «Мнимая садовница» (1774).
До 1782 года он написал около 30 опер, шедших преимущественно в Венеции и Риме. В 1782 году Анфосси стал музыкальным руководителем Королевского театра Лондона, где до 1786 года было поставлено пять его опер. Большим успехом пользовалась первая из них — «Торжество постоянства». После провала пятой оперы (про которую один из критиков написал: «Музыка страдает утомительной монотонностью») Анфосси покинул Италию и поставил свои оперы в Праге, Дрездене и Берлине, но вскоре снова вернулся на родину.
Опера-буффа «Безумства ревнивцев» на римском карнавале 1787 года снова сделала его популярным. Однако уже в 1790 году вдохновение композитора истощилось, и он занялся практически исключительно церковной музыкой, став капельмейстером базилики Сан-Джованни-ин-Латерано в Риме вплоть до самой своей смерти в феврале 1797 года.

## Творчество
Анфосси создал более 70 опер-сериа и опер-буфф и 20 ораторий. Ранние его произведения напоминали стиль его учителей: Пиччини и Саккини, но со временем он выработал своеобразный стиль. При помощи духовых инструментов он достигал большей выразительности. До середины 70-х годов он, казалось, предпочитал в своих опера-сериа старомодные арии da capo. Анфосси также испытывал слабость к сентиментальным моментам и персонажам.
В целом, его музыку часто критиковали за недостаточную драматичность. Его оперы-буффа были гораздо слабее опер его современников: Чимароза и Паизелло, чего не сказать об его опера-сериа.
Оперы Анфосси были очень популярны, некоторые из них исполнялись и за пределами Италии, в том числе и в Петербурге, Париже, Лондоне, Вене. К постановкам его опер в Вене Моцарт написал две вставные арии.
Долгое время Анфосси был забыт, его затмили такие композиторы XIX века как Сальери, Россини или Моцарт. Гёте, в бытность свою директором Веймарского театра, поставил оперу «La Maga Circe». Либретто к ней он переработал вместе с Кристианом Вульпиусом.
Только последние двадцать лет оперы Анфосси вновь стали появляться в различных постановках.

## Произведения

### Оперы
1. La serva spiritosa — Рим, Teatro Capranica (1763)
2. Lo sposo di tre e marito di nessuna, совместно с Пьетро Алессандро Гульельми — Неаполь, Teatro Nuovo sopra Toledo (1763)
3. Il finto medico — Неаполь, Teatro Nuovo sopra Toledo (1764)
4. Fiammetta generosa, совместно с Николо Пиччини — Неаполь, Teatro dei Fiorentini (1766)
5. I matrimoni per dispetto — Неаполь, Teatro Nuovo sopra Toledo (1767)
6. La clemenza di Tito — Рим, Teatro di Torre Argentina (1769)
7. Cajo Mario — Венеция, Teatro San Benedetto (1770)
8. Armida — Турин, Teatro Regio (1770)
9. Quinto Fabio — Рим, Teatro delle Dame (1771)
10. Il barone di Rocca Antica, совместно с Карло Франчи — Рим, Teatro delle Dame (1771)
11. Nitteti — Неаполь, Teatro San Carlo (1771)
12. Alessandro nell’Indie — Рим, Teatro di Torre Argentina (1772)
13. L’amante confuso — Неаполь, Teatro dei Fiorentini (1772)
14. «Преследуемая незнакомка» / La Giannetta, ossia l’incognita perseguitata — Рим, Teatro delle Dame (1773)
15. Antigono — Венеция, Teatro San Benedetto (1773)
16. Demofoonte — Рим, Teatro di Torre Argentina (1773)
17. Lucio Silla — Венеция, Teatro Grimani di San Samuele (1774)
18. «Мнимая садовница» / La finta giardiniera — Рим, Teatro delle Dame (1774)
19. Olimpiade — Венеция, Teatro San Benedetto (1774)
20. Il geloso in cimento o la vedova bizzarra — Вена, Burgtheater (1774)
21. La contadina incivilita — Венеция, Teatro Giustiniani di San Moisè (1775)
22. Didone abbandonata — Венеция, Teatro Giustiniani di San Moisè (1775)
23. L’avaro — Венеция, Teatro Giustiniani di San Moisè (1775)
24. La vera costanza — Рим, Teatro delle Dame (1776)
25. Montezuma — Реджо-Эмилия, Teatro Antico detto il Monte di pietà (1776)
26. L’Americana in Olanda — Венеция, Teatro Grimani di San Samuele (1776)
27. La donna instabile — Вена, Burgtheater (1776)
28. Isabella e Rodrigo, o la costanza in amore — Венеция, Teatro Grimani di San Samuele (1776)
29. Il Principe di Lagonegro, ossia l’innocente premiata — Флоренция, Teatro degli Infuocati in Via del Cocomero (1777)
30. La fedeltà nelle angustie — Флоренция, Teatro degli Immobili in Via della Pergola (1777)
31. Il curioso indiscreto — Рим, Teatro delle Dame (1777)
32. Gengis-Kan — Турин, Teatro Regio (1777)
33. Adriano in Siria — Падова, Teatro Nuovo (1777)
34. Lo sposo disperato — Венеция, Teatro Giustiniani di San Moisè (1777)
35. La vaga Frascatana contrastata dagli amori umiliati — Равенна, Teatro Nobile (1777)
36. Ezio — Венеция, Teatro Giustiniani di San Moisè (1778)
37. Il controgenio — Рим, Teatro Valle (1778)
38. La forza delle donne — Венеция, Teatro Giustiniani di San Moisè (1778)
39. Azor re di Kibinga — Венеция, Teatro Giustiniani di San Moisè (1779)
40. Cleopatra — Милан, Teatro alla Scala (1779)
41. Il matrimonio per inganno — Флоренция, Teatro degli Infuocati in Via del Cocomero (1779)
42. Amor costante — Рим, Teatro Capranica (1779)
43. Tito nelle Gallie — Рим, Teatro delle Dame (1780)
44. La finta cingara per amore — Венеция, Teatro San Giovanni Crisostomo (1780)
45. I viaggiatori felici — Венеция, Teatro Grimani di San Samuele (1780)
46. La vedova scaltra — Ровиго, Teatro Roncale (1780)
47. Lo sposo per equivoco — Рим, Teatro Capranica (1781)
48. L’Infante di Zamora — Париж, Menus Plaisir per conto dell’Opera (1781)
49. I vecchi burlati — Лондон, Haymarket (1781)
50. Gli amanti canuti — Венеция, Teatro Giustiniani di San Moisè (1781)
51. L’imbroglio delle tre spose — Флоренция, Teatro degli Immobili in Via della Pergola (1781)
52. Il trionfo di Arianna — Венеция, Teatro Giustiniani di San Moisè (1781)
53. Zemira — Венеция, Teatro San Benedetto (1781)
54. Il disprezzo — Венеция, Teatro Grimiani di San Samuele (1782)
55. «Торжество постоянства» / Il trionfo della costanza — Лондон (1782)
56. Le gelosie fortunate — Турин, Teatro Carignano (1783) (для постановки в Вене дополнена Моцартом в мае 1788 г.)
57. Issipile — Лондон, Haymarket (1784)
58. Le due gemelle — Лондон, Haymarket (1784)
59. La pazza per amore — Correggio, Teatro Pubblico (1785)
60. L’Inglese in Italia — Лондон, Haymarket (1786)
61. «Безумства ревнивцев» / Le pazzie de' gelosi — Рим, Teatro Valle (1786)
62. Creso — Рим, Teatro di Torre Argentina (1786)
63. Sedecia — Флоренция, Teatro degli Immobili in Via della Pergola (1787)
64. L’orfanella americana — Венеция, Teatro Giustiniani di San Moisè (1787)
65. Erifile — Лукка, Teatro Pubblico (1787)
66. Artaserse — Рим, Teatro delle Dame (1788)
67. I matrimoni per fanatismo — Неаполь, Teatro del Fondo della Separazione di Lucri (1788)
68. La maga Circe — Рим, Teatro Valle (1788)
69. La gazzetta, ossia il baggiano burlato — Рим, Teatro Valle (1789)
70. «Зиновия Пальмирская» / Zenobia in Palmira — Венеция, Teatro San Benedetto (1789)
71. Gli artigiani — Дрезден, Teatro della Corte Elettorale (1793)
72. L’amor artigiano — Павия, Teatro De' Quattro Signori Compadroni attuale Fraschini (1797)

### Оперы сомнительного авторства
- Lucio Papirio — Рим, Teatro delle Dame (1771)
- I visionari — Рим, Teatro delle Dame (1771)
- Orlando paladino — Вена, Hoftheater (1778)
- Le gelosie villane — Casale Monferrato, Teatro Secchi (1779)
- La finta ammalata — Парма, Teatro di Corte (1782-83)
- Chi cerca trova — Флоренция, Teatro degli Infuocati in Via del Cocomero (1783 o 1789)
- Gli sposi in commedia — Пьяченца, Teatro Ducale (1784)
- Il cavaliere per amore — Берлин, Königliches Theater (1784)
- La villanella di spirito — Рим (1787)
- L’antiquario — Париж, Théâtre Feydeau (1789)

### Кантаты
- I dioscuri (либретто Саверио Маттеи, 1771, Неаполь)
- L’armonia (либретто Маттиа Буттурини, 1790, Венеция)

### Церковная музыка
Оратории
- La madre dei Maccabei (либретто Джузеппе Барбьери, 1765, Рим)
- Noe sacrificium (1769, Венеция либо Флоренция)
- Carmina sacra camenda in nosocomio pauperum derelictorum (1773, Венеция)
- Jerusalem eversa (1774, Венеция)
- David contra Philisthaeos (1775, Венеция)
- Giuseppe riconosciuto (либретто Пьетро Метастазио, 1776, Рим)
- Carmina sacra recinenda a piis virginibus (1776, Венеция)
- Samuelis umbra (1777, Венеция)
- Virginis assumptae triumphus (1780, Венеция)
- La nascita del Redentore (либретто Джакомо Грегорио, 1780, Рим)
- Esther (1781, Венеция)
- La Betulia liberata (либретто Пьетро Метастазио, 1781)
- Sedecias (1782, Венеция)
- Il sacrificio di Noè uscito dall’arca (1783, Рим)
- Prodigus (1786, Венеция)
- Sant’Elena al Calvario (либретто Пьетро Метастазио, 1786, Рим)
- Ninive conversa (1787, Венеция)
- Il figliuol prodigo (либретто Карло Антонио Феми, 1792, Рим)
- La morte di San Filippo Neri (либретто Карло Антонио Феми, 1796, Рим)
- Gerico distrutta
- Il convito di Baldassare
- Per la nascita di Nostre Signore Gesù Cristo
- 6 месс
- 8 мотетов
- множество псалмов и прочих произведений

### Инструментальная музыка
- 67 симфоний
- менуэты для 2 скрипок и виолончели
- 5 квинтетов